# Москва в нотах
«Москва в нотах» — телефильм-концерт режиссёров Хайнца Лизендаля и Игоря Гостева, в котором рассказывается о Москве, увиденной глазами иностранцев.

## Сюжет
Фильм рассказывает о Москве. Город показан таким, каким его видят иностранцы. Картина состоит из нескольких музыкальных номеров, каждый из которых демонстрирует одну из достопримечательностей города или просто одну из вещей, которыми гордятся русские: Московский метрополитен, государственный университет, спорткомплекс Лужники, знаменитый русский балет, классические песни и танцы, традиционные русские матрёшки и т. д.

## В ролях
- Муслим Магомаев
- Екатерина Максимова
- Владимир Васильев
- Екатерина Шаврина
- Эдита Пьеха
- Нани Брегвадзе
- Мария Пахоменко
- Людмила Гурченко
- Ирина Роднина
- Вахтанг Кикабидзе

## Съёмочная группа
- Режиссёры: Хайнц Лизендаль и Игорь Гостев
- Сценаристы: Дмитрий Иванов, Владимир Трифонов, Хайнц Лизендаль
- Оператор: Эрнст Вильд
- Композитор: Вадим Людвиковский